# FARM8
株式会社FARM8（ファームエイト）は新潟県長岡市に本社置く食品開発、地域プロデュース会社である。

## 概要
日本酒の新しい商品価値を提案する「日本酒×多様性」事業、地域資源を用いた商品開発に取り組む「地域資源×用途開発」事業を軸とする。

## 沿革

### 社業
- 2015年2月　代表の樺沢敦が2015年に株式会社FARM8を設立[1]
- 2019年6月　Plug and Play Japan株式会社が実施するアクセラレーションプログラムのSummer/Fall 2019 Batchに採択される（Brand & Retail部門）[2]
- 2019年7月　グループ会社の株式会社 FERMENT8を設立
- 2019年12月　津南醸造株式会社（新潟県津南町）と業務提携契約を締結。代表の樺沢が取締役就任。3つの活動方針（科学的知見の活用／サステナブル経営／海外展開）を掲げ、酒蔵の経営革新を行う[3]

### 製品開発
2016年
- 1月 - 酒粕クリームシリーズ「ホンノリカスカナ」を発売[4][5]
- 2月 - 和紙製カードケース「オリンモ」を㈲小国和紙生産組合、オリガミデザインと共同開発
- 5月 - コシヒカリ玄米珈琲「COSHI-BROWN」を発売[6]
- 7月 - 日本酒カクテルの素「ぽんしゅグリア」を発売[7]
- 8月 - 発酵ジェラート「mui」を発売 2016年9月 - 飼い猫用寝床「猫つぐら」を数量限定発売
- 9月 - ビーフジャーキー「越後の肉塊」を発売

2017年
- 5月 - 発酵ディップシリーズ「KOJI DIP」を発売
- 6月 - パンに塗る酒粕「パンde酒粕シリーズ」を発売
- 7月 - 酒粕ジェラート「ホンノリカスカナ」を発売
- 8月 - 発酵スパイス「ハコスパ」を発売
- 10月 - ヨーグルト風発酵食品「醸グルト」を発売
- 11月 - 甘酒ポタージュを発売

2018年
- 1月 - 日本酒カクテル「Malty Snow」を提供開始
- 4月 - 醸グルト（JOGURT）ジェラートを発売[8]
- 4月 - ひとふり糀シリーズを発売[9]
- 8月 - ひととき糀シリーズを発売
- 11月 - 酒粕スプレッド「パンde酒粕 -タルタルガーリック」をフードメニューとして酒粕カフェHacco to go!にて提供開始
- 12月 - ぽんしゅグリアPartyを発売
- 12月 - ドライフルーツ「Fruit8」を発売

2019年
- 3月 - 飲食店向けに業務用「ぽんしゅグリア」の提供開始
- 3月 - ぽんしゅグリアに「山形ラ・フランス」「沖縄マンゴー」「沖縄パイン」が加わり、フレーバーが全14種類に
- 4月 - 自宅で作れるフレーバー甘酒の「ひととき糀」を発売開始
- 6月 - 自宅で作るフルーツビネガーの素「VINEGARIA（ビネガリア）」を発売開始[10]
- 12月 - 「ぽんしゅグリア」シリーズに出汁かおる熱燗用3種類（「おでんだし」「ゆずぽんず」「寿司屋のガリ」）を発売

2021年
- 7月 - 自宅で作れる日本酒ゼリーの素「ぽんしゅグリアゼリー」を新発売[11][12]
- 10月 - 「ぽんしゅグリア」にハロウィン限定フレーバーのお酒を注ぐと色が変わる「ハロウィンオレンジ」を数量限定発売
- 11月 - 「ぽんしゅグリア」が累計販売数50万本達成[13]。
- 11月 - 新潟県産日本酒を毎月定額で日本酒を配送するサービスSAKEPOSTを開始（企画プロデュース）[14][15]。

### サービス開発
- 2018年3月 - 食品開発費用をHP上で試算する「FARM8 Lab」提供開始[16]
- 2019年1月 - ぽんしゅグリアカスタムシミュレーションを提供開始[17]
- 2019年2月 - 「ぽんしゅグリア」を小ロットから作れるサービス「オリジナルぽんしゅグリアシミュレーション」を開始

### 店舗開発
- 2016年7月 - FARM8 ReACTION STORE ローカルアイデンティティストア LISを新潟県長岡市宮内にオープン[18]
- 2017年1月 - ローカルアイデンティティストア LISを新潟県長岡市高畑にオープン。「ここにしかない価値」をテーマに、自然派の食材とライフスタイルを提案するセレクトショップ。セレクトショップの「たつまき堂」、書店の「ブックスはせがわ」との共同経営[19]。
- 2018年5月 - お米やHacco to go!戸越店を東京都品川区戸越にオープン[20]
- 2019年6月 - 酒粕専門発酵カフェスタンドHacco to go!赤坂店を東京都港区赤坂にオープン[21]
- 2019年9月 - 酒粕専門発酵カフェスタンドHacco to go!の吉祥寺店をオープン
- 2019年11月 - 酒粕専門発酵カフェスタンドHacco to go!の北鎌倉店をオープン
- 2020年12月 - 新型コロナウイルスの影響により関東圏の店舗をすべて閉店
- 2021年3月 - 酒粕専門発酵カフェスタンドHacco to go!の新潟駅店をオープン（ JR新潟駅 新幹線西口改札隣に新設した「Sta.N.d Life store」内に併設）

### 催事出店
- 2019年12月、2020年2月 - 渋谷スクランブルスクエアにFARM8がナチュラル＆ビューティをテーマにプロデュースしたセレクトショップ「FARM8 Natural Selection」を期間限定オープン[22]
- 2020年1月 - 阪急百貨店うめだ本店にHacco to go!を期間限定オープン

## 製品

### 日本酒・発酵関連製品
同社では日本酒やその製造過程で発生する酒粕を活用した製品が多いのは、「大量に発生する酒粕を有効活用できないか」と地元酒造会社から相談を受けたことがきっかけ。
ぽんしゅグリア
日本酒カクテルの素。2016年7月に発売し、2018年11月に累計販売本数10万本、2021年11月に50万本達成。日本酒の若者への需要拡大と未利用果物の利活用を目的に商品開発された。全国の国産フルーツなどで20種類以上のバリエーションが販売されてきた。2017年9月には全国の農家・自治体のオリジナルご当地ぽんしゅグリアを小ロットで製造可能にし、募集を開始した。2017年9月に新潟県産エディブルフラワーの「ぽんしゅグリア　バラ」をFARM8直営店のほか、国営越後丘陵公園（新潟県長岡市）のバラ園にて期間限定発売。2018年3月には桜の花びらが浮かぶ春限定フレーバーの「桜」を発売。2018年7月に果物があれば誰でも簡単に自分の商品として小ロットから製造できるオリジナルぽんしゅグリアカスタマイズプランを公開。同プランでは農家が自身で育てた果物からぽんしゅグリアを商品化するケースや、結婚式などでオリジナルデザインのぽんしゅグリアを作り、引き出物等のプレゼントとして利用するケースを想定した。2018年12月にパーティシーンを想定したぽんしゅグリアPartyを発売。「ぽんしゅグリア」をスマートフォンでシミュレーションしながら自分オリジナルの商品を作ることができるサービス「ぽんしゅグリアカスタムシミュレーション」を2019年1月開始。
SAKEPOST
2021年11月に開始した日本酒定期便サービス。毎月、新潟県内を中心とした地酒3銘柄がポストに届く。日本酒を飲み比べるだけでなく、オンラインで感想を共有したり、酒蔵とコミュニケーションをとれることが特徴。
MYSAKE.JP
オリジナルの酒瓶、日本酒を作成するサービス
Hacco to go!
粕専門発酵カフェスタンド。食材としての利用が進んでいない酒粕の商品価値を提案するプロジェクト。
醸グルト（JOGURT）
酒粕を乳酸菌で再発酵して開発した植物性ヨーグルト
VINEGARIA（ビネガリア）
お酢と国産ドライフルーツを利用したフルーツビネガーの素。
ひととき糀
パウダー状にした酒粕をベースとしたフレーバー甘酒。甘酒ココア、ゆず甘酒、甘酒コーンポタージュ、甘酒ポテトポタージュの商品展開。
ひとふり糀
食品にふりかける酒粕パウダー。酒粕パウダー、酒粕ソルトの2種類で2018年4月提供開始。同年7月に「酒粕チーズ」「酒粕塩レモン」「酒粕カレー」をシリーズに加えた。
ホンノリカスカナ
クリーム状の酒粕食品。練乳、クリームチーズ、ジンジャーシロップの3種類。
醸グルト（JOGURT）ジェラート
酒粕を乳酸菌で発酵させたジェラート。6種類のフレーバーで発売開始（酒粕プレーン、酒粕ストロベリー、酒粕レモン、酒粕ショコラ、酒粕ピーチ、酒粕キャラメルバニラ）。2018年6月新フレーバーとして「酒粕ショコラ」「酒粕ピーチ」を発売。
KOJI DIP
手軽に発酵生活が始められる発酵ディップシリーズ。熟成玄米塩こうじ（RICE KOJI DIP）、醤油こうじ（SHOYU KOJI SAUCE）、かつぶし味噌（MISO KOJI SOUP）の3種類
パンde酒粕シリーズ
パンにジャムのように塗る酒粕食品。「タルタルガーリック」と「スイートココナッツ」の2種類。
発酵スパイス「ハコスパ」
酒粕からできたスパイスカレー。Yelliw Curry（酒粕+スパイス）、White Curry（酒粕＋ココナッツ）の2種類。
甘酒ポタージュ
酒粕をブレンドした甘酒風味のポタージュ。越銘醸（新潟県長岡市）の酒粕を乾燥して粉末化したものを使用。
Malty Snow
飲食店向けに提供された酒粕のジェラートと日本酒を合わせたカクテル。

### 地域資源関連製品
- COSHI-BROWN - 新潟県産コシヒカリの玄米を焙煎したカフェインレスドリンク。地元農家から相談を受けたことをきっかけに商品開発[26]。
- Fruit8 - 国産フルーツに特化したドライフルーツおやつ。ドライゆず、ドライもも、ドライりんご、ドライレモン、ドライキウイ、ドライオレンジを展開。
- SEED8 - 種をつなぎ、守るためのブランド活動。各地域の伝統野菜や在来の種をギフト商品としてプロデュース。新潟県長岡市に所縁ある「神楽南蛮」、「巾着ナス」、「長岡菜」の種を発売。

## タイアップ製品・企画
- 新潟でウェディング雑誌を発行するこまちウエディングとのコラボ限定パッケージとして結婚式に特化したぽんしゅグリアを2017年9月発売。
- 唎酒師の資格を持つ女優・村川絵梨プロデュースの日本酒「えりごのみ104 純米大吟醸」と日本酒カクテルの素「ぽんしゅグリア」2種を共同開発し、2020年12月5日に発売開始[27]。
- 食物アレルギーに対応するカフェを運営するこかげカフェL’ombrage（新潟県新潟市／代表：若山裕伸）と共同事業として、食物アレルギーのある世界中の方向けに、言語が違っても食品の成分表示からアレルゲンとなる食材を発見できるスマホアプリの開発。2018年6月にクラウドファンディングで資金調達を開始。

## 主な活動
- 2015年7月　公益社団法人中越防災安全推進機構主催「にいがたライフスタイルカフェVOL.3新しい働き方」に代表の樺沢が登壇[28]。
- 2016年10月　明治27年発刊の酒造作りの専門書『醸海拾玉(じょうかいしゅうぎょく)』を現代語訳させるためのクラウドファンディング活動を開始。

## プロデュース商品及び企画・運営施設

### プロデュース商品

#### オリンモ
和紙製カードケース。2016年2月発売開始。ゴールドマン・サックス中小企業経営革新プログラムを活用し、手漉き和紙を生産する有限会社小国和紙生産組合がオリガミデザイン、株式会社FARM8と共同開発。

#### 越後の肉塊
2016年9月発売。有限会社中島牧場（新潟県長岡市）の牛肉を株式会社越のむらさき（新潟県長岡市）の特選かつおだし醤油で味付けしたビーフジャーキーを商品プロデュース。「越後の肉塊ビーフジャーキー」「肉とば（ドライビーフ）」「肉塊ふりかけ」を展開。2018年4月にシリーズ商品として「越後の肉みそ ふりかけ」を発売。こちらは越銘醸の味噌を合わせた。

#### GO POCKET
2021年7月に津南醸造株式会社から発売したアウトドア専用日本酒。ポケットサイズのパウチに入っているためポータビリティに優れる。FARM8は商品の企画、マーケティングを行った。

### プロデュース企画

#### SAKE DISCOVERY
多くの酒蔵がある新潟県長岡市の酒文化をアジアに発信するブランディングプロジェクト。台湾で活動するクリエイター（廖俊裕、鄭曜德、謝志誠）を招聘した。

#### Asian Round Table（ART）
「アジアの未来の食卓」の創造を目指した共創型プラットフォーム、Asian Round Tableの創設メンバーに参画。2017年3月3日にアジアの食卓の未来を考える国際カンファレンスを開催し、株式会社スマイルズ代表の遠山正道などが登壇した。 

#### 長編映画「ReDiscovering . jp」の先行上映会及び記念イベント
2017年10月8日実施、日本の魅力に迫る長編映画『ReDiscoverng.jp』の先行上映会を企画プロデュース。上映会とともに当映画プロデューサーの井野英隆、ジャーナリストの佐々木俊尚らのトークイベントを開催。 

#### 冬の長岡花火ツアー・スノーフードビュッフェと食巡り
2018年2月17日開催。ハイブ長岡を会場に雪国の食と日本酒をビュッフェ形式で楽しむ「スノーフードビュッフェ」と「雪しかまつり」の一環で打ち上げられる冬の花火鑑賞を組み合わせた観光企画。FARM8は主催するSNOW FOOD NAGAOKAブランド協議会（新潟県長岡市）の事務局としてプロデュース。 

#### #YAMAKOSHI
中越地震で被災した新潟県長岡市山古志地域の魅力あるコンテンツを日本や海外に発信するプロジェクト。 

### 運営、プロデュース施設

#### FARM8 ReACTION STORE ローカルアイデンティティストア LIS
2017年4月オープン。地域の食品や国内外の有機食材を集めた「森のスーパーマーケット」をコンセプトとした食のセレクトショップ。FARM8がプロデュースし、新潟県長岡市のインテリアショップSHS長岡店敷地内で、たつまき堂（新潟県長岡市）と移動本屋ブックスはせがわ（新潟県長岡市）との協働ショップとして運営。2018年4月には1周年記念事業として、パンや服飾品のポップアップ出店、山菜のマルシェなどを行った 

## ロゴマーク
2015年、数字の8を横に倒したような現在のロゴマークが制作された。星をでつないで形を浮かばせる星座のように、地域に点在する資源を繋いで意味や物語を紡ぐこと、社会の交点に立ち循環させる役割を担うことなどの意味が込められている。

## 関連会社
- 株式会社 FERMENT8
- 株式会社イタチ
- 津南醸造株式会社
- 株式会社ニール

## 外部サイト
- コーポレートサイト - FARM8
- SAPEPOST - 日本酒定額配送サービス